# Manuel Baz
Manuel Santos López, conegut com a Manuel Baz (Salamanca, 1917 - Talavera de la Reina, 16 d'agost de 1994) va ser un libretista de comèdia musical i revista espanyol.

## Biografia
Germà del còmic Fernando Santos va passar els seus primers anys de vida a la seva ciutat natal fins a finalitzar els seus estudis de batxillerat. S'instal·la després a Madrid i comença la seva trajectòria com a autor de Revista al costat del seu germà per al qual escriu - a més de per a Tomás Zori i Manolo Codeso la peça Metidos en harina (1953).
En anys successius manté la relació professional amb Zori y Santos en muntatges entre els quals poden esmentar-se Una cana al aire (1954), Ole torero (1957), Lo que quiera mi papá (1958), Carolina de mi corazón (1959), Música y picardía (1961), Antón Pirulero (1962), Me lo dijo Adela (1963) o La señora es el señor (1975), amb Esperanza Roy. També és autor d'El lío nuestro de cada día (1978), dirigida i interpretada per Ismael Merlo. A més també va fer el guió de la pel·lícula Pescando millones (1958) també del trio còmic Zori, Santos y Codeso.
Els seus majors èxits professionals li arriben de la mà de Lina Morgan, per a la qual escriu els seus majors èxits sobre els escenaris: ¡Un, dos, tres... cásate esta vez! (1972-1973), Pura, metalúrgica (1975-1976), Casta ella, Casto él (1976-1977), La marina te llama (1977-1980), ¡Vaya par de gemelas! (1980-1983), ¡Sí al amor! (1983-1987) i El último tranvía (1987-1991), algunes de les quals van aconseguir les majors recaptacions en el teatre espanyol de l'últim quart del segle xx.

## Obres
És autor dels següents muntatges:
- Metidos en harina (1953)
- Una cana al aire (1954)
- Tres caballeros (1954)
- El vivo al bollo (1955)
- Fuera de juego (1956)
- Carambola (1956)
- Olé torero (1957)
- Lo que quiera mi papá (1958)
- Carolina de mi corazón (1959)
- Eloísa, Abelardo y dos más (1960)
- A la vejez viruelas (1961)
- Tres eran tres los novios de Elena (1961)
- Música y picardía (1961)
- Antón Pirulero (1962),
- Me lo dijo Adela (1963)
- El marido de mi mujer (1964),
- El guardia y el taxista (1965)
- Adán y Eva (1966)
- A Alemania me voy (1967)
- Trabaja, pero seguro (1967)
- Los tunantes (1968)
- Esto tiene truco (1970)
- El último de Filipinas (1971)
- Un, dos, tres, cásate otra vez (1972)
- El cuento de la lechera (1974)
- La señora es el señor (1974)
- Pura, metalúrgica (1975)
- Casta ella, casto él (1977)
- El lío nuestro de cada día (1988)
- Todo el monte es orégano (1978)
- La Marina te llama (1979)
- La chispa de la vida (1981)
- ¡Vaya par de gemelas! (1981)
- ¡Sí al amor! (1983)
- El último tranvía (1987)